# Ulmen
Ulmen est une ville d'environ 3 000 habitants située dans le Land de Rhénanie-Palatinat, dans le massif volcanique de l'Eifel. Elle appartient à l'arrondissement de Cochem-Zell. Son nom signifie les ormes.

## Géographie

### Structure communale
À Ulmen sont rattachées les localités de Meiserich, Vorpochten et Furth.

### Géologie

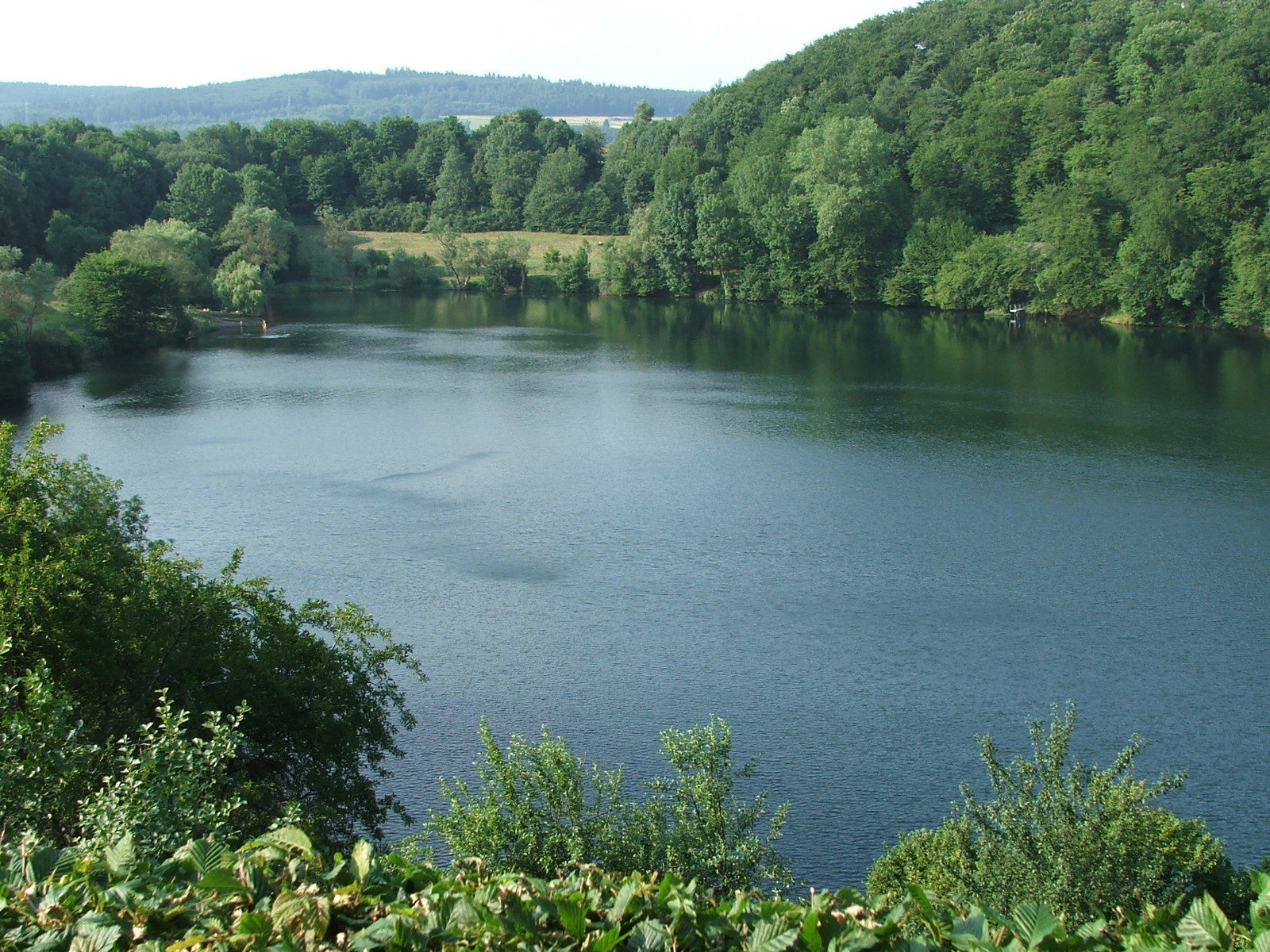
Le Lac d'Ulmen (Ulmener Maar).

Le lac d’Ulmen (en allemand Ulmener Maar), avec près de 9500 ans, est le plus jeune maar (lac volcanique) au nord des Alpes avec 37 m de profondeur. Les activités volcaniques se reconnaissent à des dégagements de bulles de gaz à plus de 4 m de profondeur. Le lac d’Ulmen n'a pas d’orifice d’entrée ou d’évacuation naturel. Les deux galeries, servant aujourd'hui à maintenir constant le niveau des eaux, ont été creusées au XIe siècle.

Un ancien étang, vieux de plus de 118 000 ans, avait une superficie beaucoup plus grande. Anciennement utilisé comme vivier par les châtelains, il s’est asséché au cours des siècles ce qui entraîna la formation de tourbe dans les années 1930. En 1942 les prairies ont été à nouveau endiguées afin de contrôler le niveau du lac.

## Histoire

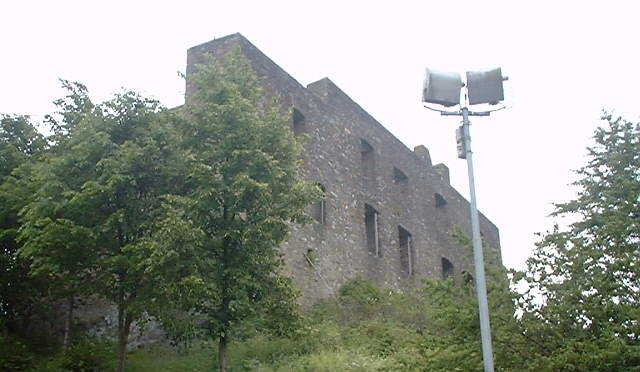
Ruines du château d'Ulmen.

Le nom d’Ulmen est mentionné pour la première fois en 1074, mais des tombes mérovingiennes témoignent, au sud du château, d’une ancienne colonisation. Des vestiges romains dans la ville permettent de le vérifier. Le chevalier Heinrich d’Ulmen a participé à la quatrième croisade contre Byzance, d'où il a rapporté de précieux trésors, dont le célèbre reliquaire de Limburg, la Staurothèque de Limbourg-sur-la-Lahn qui se trouve encore aujourd'hui dans la cathédrale de Limburg. Ses successeurs ont été au XVe siècle soumis à la juridiction de l'Erzstift de Trèves. Le Roi Soleil Louis XIV a conquis et incendié deux fois Ulmen, à chaque fois le château fut reconstruit. À partir de 1794 Ulmen était sous domination française et les jeunes hommes de la ville ont dû combattre avec les troupes de Napoléon à Moscou. En 1814 la cité a été rattachée à la Prusse par le Congrès de Vienne. Depuis 1947, elle fait partie du Land de Rhénanie-Palatinat.
Beaucoup d’anciens bâtiments témoignent encore aujourd'hui du passé historique d’Ulmen. Au XIXe siècle, alors que les propriétés de Prusse ont été confisquées par Napoléon, un citoyen de Cochemer transforma le château en carrière. En 1831 Ulmen fut presque entièrement incendié et les maisons reconstruites avec les pierres du château, depuis il n’est plus qu'une ruine. Dans la forêt se trouve une ancienne source où furent découvertes des figurines d’origine romaine ou celtique. Ce lieu est appelé "Dietzjes Bärechje", c’est-à-dire « source du retour des enfants », car, depuis des siècles, les femmes y ont prié pour un bon accouchement et des enfants en bonne santé.
En 1376 Ulmen reçoit de l'empereur Charles IV les droits de ville. Ces droits sont perdus en 1815 lors de l’intégration de la Rhénanie à la Prusse. En automne 2009, le gouvernement de Rhénanie-Palatinat lui accorde la dénomination de « ville » (Stadt).

## Culture et attractions touristiques

### Musée
- Le musée de l'école avec reconstitution d’une classe de l'école primaire.

### Musique
- L’ensemble musical d’Ulmen, sous la direction de Klaus Mohr depuis près de 30 ans, a été fondée le 24 janvier 1969 et compte aujourd'hui 50 membres actifs et 66 bienfaiteurs.
- Le Spielmannszug bleu-blanc d’Ulmen

### Monuments
- Le château d'Ulmen, aujourd’hui en ruines, a été édifié aux environs de l’an 1000, vraisemblablement sur les vestiges d'un édifice romain dont on n’a pas trouvé de trace. L’emplacement actuel est peu visible, des restaurations ayant largement masqué les traces originelles.
- L’église Saint-Jean, construite dans un style néo-roman-gothique.

### Sport
Le club sportif Fortuna d'Ulmen Fortuna, fondé le 21 septembre 1921, propose des activités en aérobic, gymnastique féminine, football, athlétisme, saut à la corde, tennis de table, gymnastique et volley.

### Championnats locaux
Depuis l'inauguration de terrain de sport en 2005, tous les deux ans a lieu un championnat qui oppose six équipes : Ulmen centre, Ulmen territoire / Further Loch, Ulmen gare, Meiserich, Ulmen sud, ainsi que Kappenberg.

### Manifestations périodiques
- Une fois par an, a eu lieu en alternance sur les ruines du château d’Ulmen la fête du château et un festival rock.
- Tous les deux ans, le 3 octobre des années impaires, est célébrée la fête de l'Appel (Appelfest) de la région de l’Eifel sur la place du village.

## Site de la Bundeswehr
L'école des chiens policiers des forces armées, centre de formation militaire pour les chiens et maîtres-chiens, a quitté Coblence-Bubenheim pour s’installer en avril 2005 dans de la forêt de Hochpochten à proximité d’Ulmen. Le 8 août 2008, dans le cadre des célébrations marquant le 50e anniversaire de l'école des chiens policiers, la caserne a pris le nom de Comtesse von Maltzan. Vétérinaire pendant le Troisième Reich, la Comtesse von Maltzan a aidé de nombreux réfugiés politiques au péril de sa vie. La communauté d’Ulmen a repris le 30 janvier 2009 le parrainage de cette installation de la Bundeswehr, unique en Allemagne.

## Jumelage
Depuis 1996 Ulmen est jumelée avec la ville française de Lormes située dans le massif du Morvan dans le département de la Nièvre.
| - Lormes (France) depuis 1996 | \| Lormes Ulmen \| |
| Lormes Ulmen                  |                    |

## Source et références
1. ↑  Otto Beck, Beschreibung des Regierungsbezirks Trier, 1868, page 57
2. ↑  SPD Vulkaneifel: Ulmen erhält Stadtrechte, 1. September 2009
3. ↑  Elle a obtenu le titre honorifique de Juste parmi les nations en 1987.

- (de) Cet article est partiellement ou en totalité issu de l’article de Wikipédia en allemand intitulé « Ulmen » (voir la liste des auteurs).